# كر (قوريغل)
کر (بالفارسية: کر) هي منطقة سكنية تقع في إيران في قسم قوريغل الريفي. يقدر عدد سكانها بـ 2,367 نسمة .